# Grand Prix Formule 1 van San Marino 2003
De Grand Prix Formule 1 van San Marino 2003 werd gehouden op 20 april 2003 op Imola in Imola.

## Uitslag
| Positie | Nummer | Rijder                | Team               | Ronden | Tijd/Opgave         | Startplaats | Punten |
| ------- | ------ | --------------------- | ------------------ | ------ | ------------------- | ----------- | ------ |
| 1       | 1      | Michael Schumacher    | Scuderia Ferrari   | 62     | 1:28:12.058         | 1           | 10     |
| 2       | 6      | Kimi Räikkönen        | McLaren - Mercedes | 62     | +1.882              | 6           | 8      |
| 3       | 2      | Rubens Barrichello    | Scuderia Ferrari   | 62     | +2.291              | 3           | 6      |
| 4       | 4      | Ralf Schumacher       | Williams-BMW       | 62     | +8.803              | 2           | 5      |
| 5       | 5      | David Coulthard       | McLaren - Mercedes | 62     | +9.411              | 12          | 4      |
| 6       | 8      | Fernando Alonso       | Renault            | 62     | +43.689             | 8           | 3      |
| 7       | 3      | Juan Pablo Montoya    | Williams-BMW       | 62     | +45.271             | 4           | 2      |
| 8       | 17     | Jenson Button         | BAR-Honda          | 61     | +1 ronde            | 9           | 1      |
| 9       | 20     | Olivier Panis         | Toyota             | 61     | +1 ronde            | 10          |        |
| 10      | 9      | Nick Heidfeld         | Sauber - Petronas  | 61     | +1 ronde            | 11          |        |
| 11      | 10     | Heinz-Harald Frentzen | Sauber - Petronas  | 61     | +1 ronde            | 14          |        |
| 12      | 21     | Cristiano da Matta    | Toyota             | 61     | +1 ronde            | 13          |        |
| 13      | 7      | Jarno Trulli          | Renault            | 61     | +1 ronde            | 16          |        |
| 14      | 15     | Antônio Pizzonia      | Jaguar Racing      | 60     | +2 rondes           | 15          |        |
| 15      | 11     | Giancarlo Fisichella  | Jordan-Ford        | 57     | +5 rondes           | 17          |        |
| Ret     | 14     | Mark Webber           | Jaguar Racing      | 54     | Aandrijfas          | 5           |        |
| Ret     | 12     | Ralph Firman          | Jordan-Ford        | 51     | Olieleiding         | 19          |        |
| Ret     | 19     | Jos Verstappen        | Minardi - Cosworth | 38     | Elektrisch probleem | 20          |        |
| Ret     | 18     | Justin Wilson         | Minardi - Cosworth | 23     | Benzine             | 18          |        |
| Ret     | 16     | Jacques Villeneuve    | BAR-Honda          | 19     | Motor               | 7           |        |

## Wetenswaardigheden
- Laatste race: Ferrari F2002. De auto eindigde zijn succesvolle carrière met een overwinning.
- Michael en Ralf Schumacher raceten ondanks de dood van hun moeder enkele uren voor de race. Beide broers droegen zwarte armbanden en er werd niet met champagne gesproeid uit respect.
- Een onofficiële podiumceremonie werd op vrijdag gehouden in verband met de verwarring bij de vorige race. De rode vlag zorgde er eigenlijk voor dat Kimi Räikkönen de race won, maar na onderzoek bleek dat Giancarlo Fisichella net de volgende ronde in was gegaan toen de rode vlag gezwaaid werd. Ook Fernando Alonso stond op het podium nadat hij niet kon verschijnen na zijn verwondingen aan de crash die de rode vlag veroorzaakte.

## Statistieken
| Snelste ronde | Michael Schumacher | Scuderia Ferrari | 1:22.491 |

## Noot
- Michael Schumacher breidde zijn record uit door de Grote Prijs van San Marino voor de vijfde keer te winnen (eerdere overwinningen in 1994, 1999, 2000, en 2002).

1981 · 1982 · 1983 · 1984 · 1985 · 1986 · 1987 · 1988 · 1989 · 1990 · 1991 · 1992 · 1993 · 1994 · 1995 · 1996 · 1997 · 1998 · 1999 · 2000 · 2001 · 2002 · 2003 · 2004 · 2005 · 2006